# بيل مورغان (لاعب كرة قاعدة)
بيل مورغان (بالإنجليزية: Bill Morgan)‏ هو لاعب كرة قاعدة أمريكي، ولد في 1856 في بروكلين في الولايات المتحدة، وتوفي في 7 سبتمبر 1908 في نيويورك في الولايات المتحدة.

## وصلات خارجية
- بيل مورغان على موقعبيزبول رفرنس.كوم (الدوري الرئيسي) (الإنجليزية)